# Boudewijn van Swieten
Boudewijn Dircksz. van Swieten ook Boudijn genoemd (Leiden, ca. 1371 - aldaar, 17 mei 1454) was heer van Zwieten, Maarsebroek en Loenersloot, secretaris, rentmeester en raadsheer van  Philips de Goede in het Graafschap Holland. Hij was stichter van het klooster Mariënpoel bij Leiden. 
Boudewijn van Swieten trouwde in 1395 met Liutgarde van Nijenrode, vrouwe van de Lier en Zouteveen. Zij woonden aan het Pieterskerkhof in Leiden. Van Swieten vervulde talloze overheidsfuncties en bereikte een positie van grote invloed en welstand. Hij was de aanvoerder van het patriciaatgeslacht van Van Swieten in Leiden.
Op 11 januari 1424 koopt hij het huis te Zwieten met 54 morgen van Willem van Montfoort. Tegenwoordig ligt hier het complex van bierbrouwerij Heineken in Zoeterwoude. Op 18 augustus 1428 koopt hij van Hendrik van Wassenaar de hofstad Podikenpoel in Oegstgeest met de bijbehorende 28 morgen land. Hier vestigt hij het nonnenklooster Mariënpoel, waar hij rector van is en waar uiteindelijk zelf begraven wordt. Ter nagedachtenis aan het echtpaar Boudewijn van Swieten en Lutgard van Nijenrode, hun kinderen en hun schoonfamilie, werd bij het graf een 'memorietafel' aangebracht, waarop ook Boudewijn staat afgebeeld. 

## Kinderen
- Dirk van Swieten, in 1433 schout van Leiden
- Gijsbrecht van Swieten, in 1434 schout van Leiden
- Johan of Jan van Swieten (1417-1485) in 1453-55 burgemeester van Leiden, vanaf 1455 schout.
- Pieter van Swieten, in 1458 burgemeester van Leiden
- Mergriet van Swieten, getrouwd met Jan van Poelgeest